# Narcissus confinalensis
Narcissus confinalensis är en amaryllisväxtart som beskrevs av Uribe-ech. och Urrutia. Narcissus confinalensis ingår i släktet narcisser, och familjen amaryllisväxter.
Artens utbredningsområde är Spanien. Inga underarter finns listade i Catalogue of Life.